# Bernard W. Rogers
Bernard William Rogers (Fairview, 16 juli 1921 - Falls Church, 27 oktober 2008) was een Amerikaans generaal die eerst in dienst was voor het United States Army en later als Opperbevelhebber van de NAVO van de NAVO.

## Biografie
Bernard William Rogers studeerde kort aan de Kansas State University voor hij uitgenodigd werd door het United States Military Academy om daar een opleiding tot officier te volgen. In 1943 werd hij tot eerste luitenant, maar hij nam verder geen deel aan gevechtshandelingen tijdens de Tweede Wereldoorlog. In 1947 ging hij studeren aan de Universiteit van Oxford waar Rogers zijn bachelor in Philosophy, Politics and Economics in 1950 behaalde.
Tussen 1952 en 1953 was hij gelegerd in Korea tijdens de Koreaanse Oorlog waar hij als luitenant-kolonel leiding gaf aan het 9de Infanterie regiment. Na zijn terugkeer uit Korea ging hij studeren aan de United States Army Command and General Staff College waar hij in 1955 afstudeerde. Tussen 1966 en 1967 was hij actief in de Vietnamoorlog en nam Rogers deel aan twee militaire operaties, namelijk Operation Cedar Falls en Junction City.
In 1971 werd hij gepromoveerd tot brigadier-generaal en vervulde hij verschillende functies binnen de militaire staf en tussen 1976 en 1979 diende hij als Chief of Staff of the United States Army. Onder de leiding van Rogers werden de trainingen van de militairen veranderd en probeerde hij het leger verder open te stellen voor vrouwen en andere minderheden. Ook gaf hij de goedkeuring voor de oprichting van Delta Force, de eerste contraterroristische eenheid van Amerika.

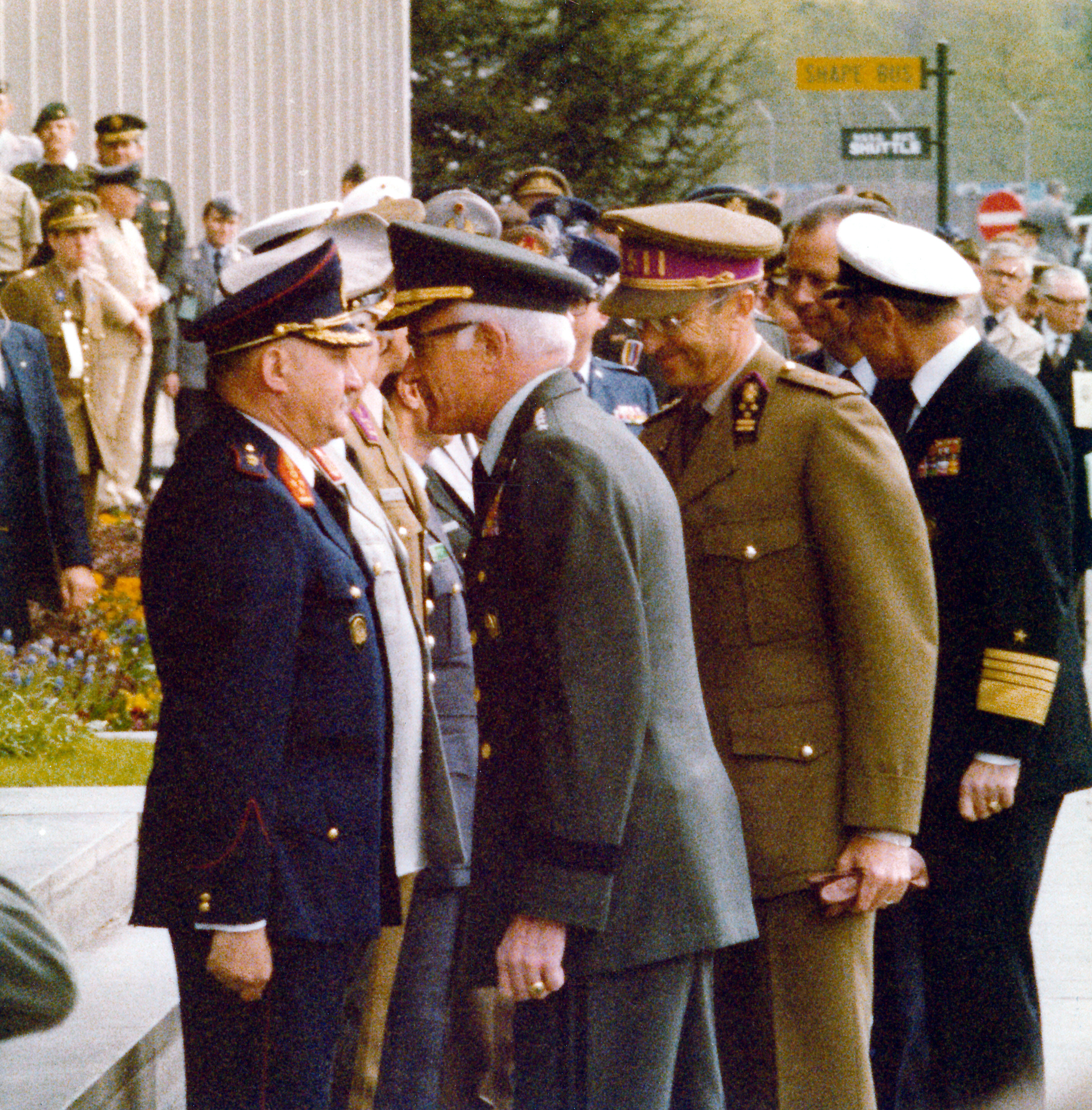
Generaal Rogers stelt Koning Boudewijn voor aan de nationale militaire vertegenwoordigers en aan de nationale vertegenwoordiger van de Belgische rijkswacht aan SHAPE.

Door president Jimmy Carter werd Rogers in 1979 benoemd tot Opperbevelhebber van de NAVO. Hij vervulde deze functie tot 1987 toen hij met pensioen ging. Na zijn pensioen werd hij directeur van de Council on Foreign Relations en de Atlantic Council. Hij overleed in 2008 na een hartaanval.